# Du Gør Mig
"Du Gør Mig" er en dansk rapsang af den århusianske rapper Liam O'Connor bedre kendt under kunstnernavnet L.O.C. Sangen er den tredje single fra albummet Cassiopeia, der blev udgivet i 2005 af pladeselskabet Virgin Records og senere på det remasterede album Cassiopeia Limited Edition, der blev udgivet et år efter.

## Musikvideo
I januar 2006 blev der optaget en musikvideo til sangen, der fik premiere en måned senere. Videoen er instrueret af Christian E. Christiansen. L.O.C. skrev manuskriptet til videoen, og det er den første hvor han ikke selv har hovedrollen. Videoen handler modsat sangen, om en fyr (spillet af Thure Lindhardt) der er blevet droppet af sin kæreste (spillet af Tanashka Sofie Ramji Olsen), der er utro med en anden (spillet af Kenneth M. Christensen). Videoen er meget sørgmodig og trist, med en grå stemning, inklusive det specielle træk at den bliver spillet bag fra. Den starter med at hovedpersonen står på spidsen ved en havn, og kaster sig selv i havet, der i virkeligheden er slutningen af den triste historie. Efterfulgt ser man baglæns de ting han går igennem, som for eksempel at han drikker sig fuld på værtshus Kromutter (spillet af "Birgitte Eibye") og derefter kaster han op på gaden, og at han havner på politistationen. Til sidst i videoen ser man så at han uventet finder sin kæreste i selskab med en anden mand og bliver smidt ud.
Videoen blev sendt fast på MTV og The Voice TV fra februar til august og er en af de mest populære videoer nogensinde på The Voice Countdown listen,[kilde mangler] da den lå på første pladsen over en længere periode.[kilde mangler] Den slog Anders Matthesens populære "FAQ" musikvideo af toppen, efter den havde kørt i knap en uge.[kilde mangler]